# Antonio Ayroldi
Antonio Ayroldi (Ostuni, 10 settembre 1906 – Roma, 24 marzo 1944) è stato un ufficiale e partigiano italiano, vittima dell'eccidio delle Fosse Ardeatine, medaglia d'argento al valor militare alla memoria. Ottiene medaglia d'oro  al valore  dal Comune di Ostuni in data 30 Aprile 2025.

## Biografia
Nel 1925 entrò nel Regio Esercito a Roma come allievo sottufficiale dell’8º reggimento del Genio, specialità telegrafisti. Nel medesimo anno divenne caporale. Iniziò allora una rapida carriera, venendo nominato tenente nel 1933. Allo scoppio della seconda guerra mondiale Ayroldi era impiegato nel Comando del XX Corpo d’armata e fu inviato in Libia. Partecipò alle operazioni in Africa settentrionale dal febbraio del ‘41 al dicembre del ‘42, onorato per i suoi meriti al fronte con la Croce di guerra al valor militare e con la Croce di ferro tedesca. Divenne infine maggiore, tornando a Roma per servire presso lo Stato maggiore del Regio Esercito. Durante il suo servizio assistette sempre finanziariamente sua madre ed i fratelli minori. 
Durante le battaglie in Africa maturarono le sue convinzioni antifasciste, come scrisse nelle lettere alla famiglia. Perciò dopo l’8 settembre del 1943 non si arruolò nell’esercito della RSI, ma si nascose per qualche tempo nella clinica Bianca Maria, in via Guido d'Arezzo 22 a Roma. Nel mese di novembre entrò in collegamento con il Fronte militare clandestino di Giuseppe Cordero Lanza di Montezemolo. All'interno della banda di militari comandata dal colonnello Ezio De Michelis, organizzò una rete di informazioni a Roma, tenendo i contatti con le bande dei Castelli e del Lazio Sud ed anche trasportando documenti, armi e munizioni. Il 2 marzo 1944, durante un incontro con tre partigiani, fu scoperto dalle SS ed arrestato. I partigiani arrestati furono rinchiusi nel carcere delle SS in via Tasso e Ayroldi venne interrogato e torturato.
Prelevato dal carcere, il 24 marzo venne condotto su un autocarro alle Fosse Ardeatine, per essere infine trucidato dalle forze naziste nell'eccidio delle Fosse Ardeatine assieme ad altri 334 compagni.

## Riconoscimenti
Ostuni ha onorato la memoria di Antonio Ayroldi, intitolando al suo nome una delle maggiori strade della città, il Corso Maggiore Antonio Ayroldi.

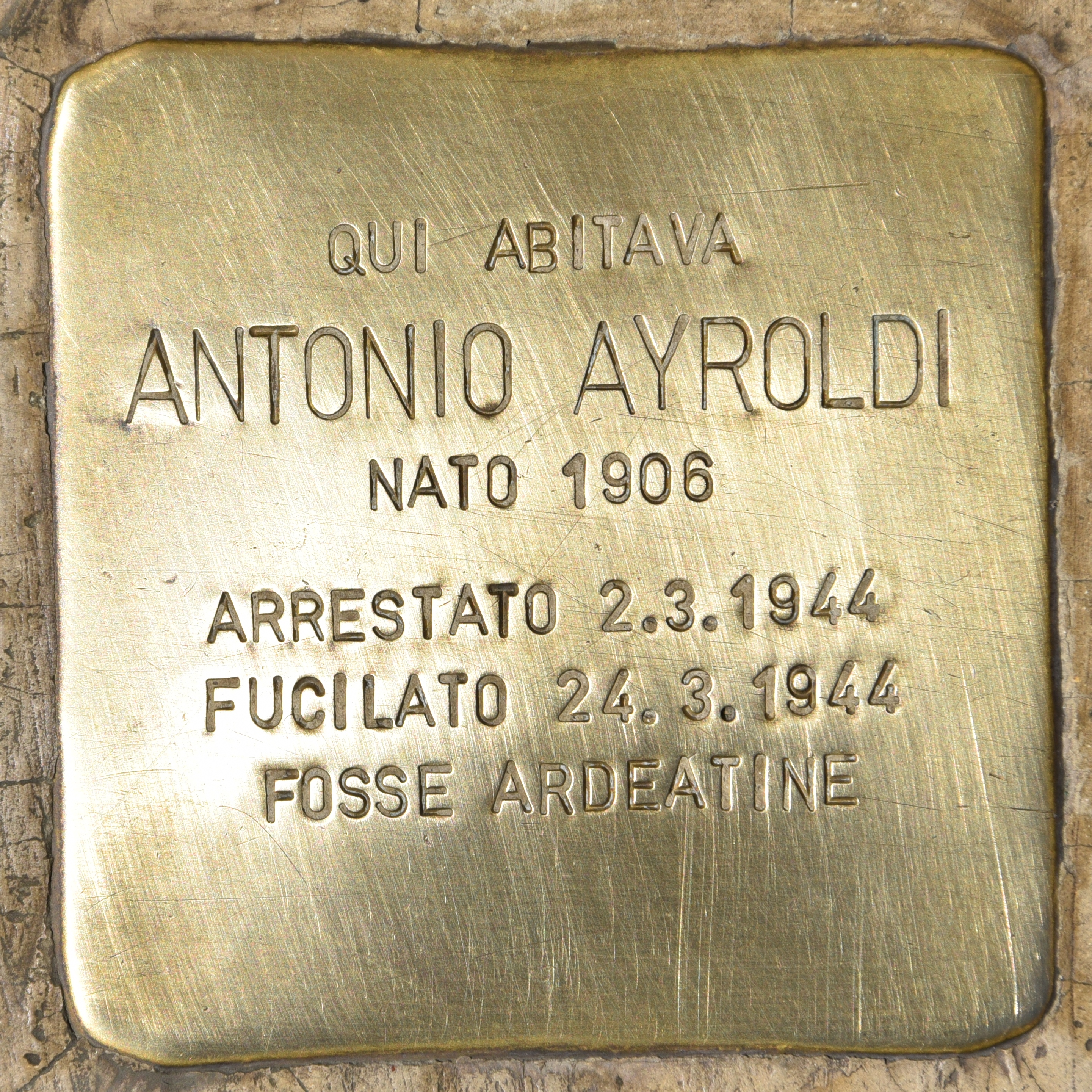
Pietra d'Inciampo ad Ostuni

Il 10 gennaio 2016, nell'ambito dell'iniziativa dell'artista tedesco Gunter Deming, è stata posta una Pietra d'Inciampo (stolpersteine) ad Ostuni in Corso Cavour 52, dove abitava la sua famiglia, davanti alla casa in cui era nato Antonio Ayroldi ed ove abitava la sua famiglia.
La scritta recita:
QUI ABITAVA
ANTONIO AYROLDI
NATO 1906
ARRESTATO 2.3.1944
FUCILATO 24.3.1944
FOSSE ARDEATINE